# Leonard Landois

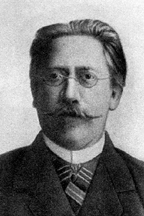
Leonard Landois

Leonard Landois (* 1. Dezember 1837 in Münster; † 17. November 1902 in Greifswald) war ein deutscher Physiologe.

## Leben
Landois war der Sohn des in Münster geborenen Beamten Theodor Ferdinand Landois (1794–1868), der väterlicherseits aus Lothringen stammte, und von dessen ebenfalls aus Münster stammenden Ehefrau Antoinette Josephine Pollack (* 1834). Der Zoologe Hermann Landois war sein Bruder. Die Germanistin und Erzählerin Eleonore Dörner war eine Urenkelin.
Landois absolvierte am Gymnasium Paulinum in Münster seine Schulzeit und begann 1857 Medizin an der Universität Greifswald zu studieren. Dieses Studium schloss er erfolgreich 1861 mit seiner Dissertation über Parasiten ab. Im darauffolgenden Jahr bestand er das Staatsexamen und wirkte im Anschluss einige Monate als praktischer Arzt in Münster, wo er sich vor allem als Geburtshelfer einen Namen machte.
Anschließend wurde er Assistent am Anatomisch-Physiologischen Institut in Greifswald, wo er sich 1863 auch habilitieren konnte. 1867 heiratete er Clara Helene, eine Tochter des Botanikers Theodor Marsson. Mit ihr hatte er eine Tochter Clara und zwei Söhne namens  Felix Landois, der Chirurg wurde, und Max Landois, einem späteren Reichsgerichtsrat. 1866 wurde Landois als Mitglied in die Leopoldina gewählt.
Mit Wirkung vom 1. Juli 1868 wurde er zum außerordentlichen Professor der Anatomie und Physiologie ernannt; 1872 zum ordentlichen Professor. Als solchen berief man ihn dann auch zum Direktor des physiologischen Instituts. In dieser Zeit war Landois maßgeblich daran beteiligt, dass das Institut in einen Neubau umziehen konnte. Auch führte er die Forschungen seines Lehrers  Julius Budge (1811–1888) weiter. Einer von Landois’ wichtigsten Schülern war der münstersche Physiologe Rudolf Rosemann (1870–1943). Unterbrochen wurde seine Forschung durch die Teilnahme an den Kriegen 1866 und 1870/71 als Feldstabsarzt.
Leonard Landois war ein Pionier bei der Untersuchung der Bluttransfusion, so beschrieb er die Phänomene der Agglutination bzw. Hämolyse, aber ohne deren Bedeutung bezüglich einer Blutgruppen-Klassifikation zu erkennen.
Im Jahr 1875 zeigte er, dass  rote Blutkörperchen einer bestimmten Tierart, die mit dem Blutserum einer anderen Tierart zusammentreffen bzw. gemischt werden, typischerweise miteinander verklumpen und manchmal platzen (Hämolyse). Er lehnte nach eingehenden physiologischen Studien und der Auswertung von Fallbeispielen die Lammbluttransfusion ab und warnte vor dem tödlichen Potential dieser Maßnahme.
Leonard Landois war der erste Schriftführer des am 1. August 1863 gegründeten Medizinischen Vereins Greifswald und dessen Vorsitzender in den Jahren 1887/1888, 1889 sowie 1899/1900. Er war Mitglied im naturwissenschaftlichen Verein für Neu-Vorpommern und Rügen.
Im Alter von 65 Jahren starb Leonard Landois am 17. November 1902 in Greifswald.

## Schriften
- mit Reinhold Buchholz: Anatomische Untersuchungen über den Bau der Araneiden. In: Archiv für Anatomie, Physiologie und wissenschaftliche Medicin. Jg. 1868, ISSN 2509-5404, S. 240–255.
- Lehrbuch der Physiologie des Menschen einschliesslich der Histologie und mikroskopischen Anatomie. Mit besonderer Berücksichtigung der praktischen Medicin. Urban & Schwarzenberg, Wien 1880, (Digitalisat; zahlreiche Auflagen).
- Ueber den Haarbalgparasiten des Menschen. In: Greifswalder medicinische Beitraege. Bd. 1, 1863, ZDB-ID 500163-8, S. 17–58, Abbildung.
- Die Urämie. Urban & Schwarzenberg, Wien u. a. 1890, (Digitalisat).
- Die Transfusion des Blutes. Versuch einer physiologischen Begründung nach eigenen Experimental-Untersuchungen. Mit Berücksichtigung der Geschichte, der Indicationen, der operativen Technik und der Statistik. F. C. W. Vogel, Leipzig 1875, (Digitalisat).
- Beiträge zu Albert Eulenburgs Real-Encyclopädie der gesammten Heilkunde. Erste Auflage.
  - Band 1 (1880) (Digitalisat), S. 78–79: Acarus folliculorum; S. 461–464: Apnoë; S. 551–556: Asphyxie
  - Band 4 (1880) (Digitalisat), S. 248–257: Dyspnoë
  - Band 6 (1881) (Digitalisat), S. 116–127: Graphische Untersuchungsmethoden; S. 520–532: Herzstosscurve
  - Band 11 (1882) (Digitalisat), S. 209–239: Puls (Arterienpuls)
  - Band 13 (1883) (Digitalisat), S. 598–612: Transfusion
  - Band 14 (1883) (Digitalisat), S. 535–542: Vertigo